# Turistická značená trasa číslo 2403
Turistická značená trasa číslo 2403 je modrá okružní trasa která začíná a končí v bratislavské městské části Rača. Délka trasy je 16,5 km  .

## Průběh trasy
| Vzdálenost | Čas (h) | Nadmořská výška m nm | místo               | křižování tras |
| ---------- | ------- | -------------------- | ------------------- | --- |
| 0,0 km     | 0:00    | 150 m                | Rača                | |
| 1,1 km     | 0:15    | 205 m                | Rača, amfiteátr     | trasa 5101 : Zbojnická 0:50 h |
| 4 km       | 1:15    | 380 m                | Vypálenisko         | trasa 0701b : Kamzík, louka 1:25 h trasa 0701b : rozcestí Bílý kříž 1:00 h |
| 5 km       | 1:35    | 390 m                | Pánova louka        | trasa 8126 : Malinský vrch 0:40 h trasa 8126 : Zbojnická 0:20 h |
| 7,2 km     | 2:10    | 405 m                | rozcestí Svatý vrch | trasa 8103 : rozcestí Bílý kříž 0:50 h trasa 8103 : Stupava 2:10 h |
| 8,3 km     | 2:35    | 280 m                | Pod Dračím Hrádkem  | trasa 8140 : Dračí hrádek 0:20 h, hrad Pajštún 2:00 h trasa 5101 : Zbojnická 1:05 h |
| 8,8 km     | 2:40    | 300 m                | měděné Hámre        | trasa 5101 : Lozorno - Košarisko 1:25 h |
| 11,4 km    | 3:45    | 500 m                | rozcestí Bílý kříž  | trasa 8103 : Bílý Kámen 1:20 h, Svätý Jur, žel. st. 1:50 h trasa 8103 : rozcestí Svatý vrch 0:45 h, Stupava 2:55 h trasa 0701b : Kamzík, louka 2:10 h trasa 0701c : Kozí hřbet 1:50 h, sedlo Pezinská Baba 4:15 h trasa 5145 : Ivanka pri Dunaji, mohyla 4:00 h |
| 16,5 km    | 5:00    | 150 m                | Rača                | |